# Leivo (sjö i Nyslott, Södra Savolax)
Leivo är en sjö i kommunen Nyslott i landskapet Södra Savolax i Finland. Arean är 35 hektar och strandlinjen är 5,08 kilometer lång. Sjön  ingår i Vuoksens huvudavrinningsområde.   Den ligger omkring 120 kilometer nordöst om S:t Michel och omkring 320 kilometer nordöst om Helsingfors. 